# Stony Point (Oklahoma)
Stony Point és una concentració de població designada pel cens dels Estats Units a l'estat d'Oklahoma. Segons el cens del 2000 tenia 177 habitants.

## Demografia
Segons el cens del 2000, Stony Point tenia 177 habitants, 66 habitatges, i 54 famílies. La densitat de població era de 3 habitants per km².
Dels 66 habitatges en un 33,3% hi vivien nens de menys de 18 anys, en un 65,2% hi vivien parelles casades, en un 13,6% dones solteres, i en un 16,7% no eren unitats familiars. En el 15,2% dels habitatges hi vivien persones soles el 7,6% de les quals corresponia a persones de 65 anys o més que vivien soles. El nombre mitjà de persones vivint en cada habitatge era de 2,68 i el nombre mitjà de persones que vivien en cada família era de 2,93.
Per edats la població es repartia de la següent manera: un 25,4% tenia menys de 18 anys, un 7,3% entre 18 i 24, un 28,8% entre 25 i 44, un 24,9% de 45 a 60 i un 13,6% 65 anys o més.
L'edat mediana era de 38 anys. Per cada 100 dones de 18 o més anys hi havia 109,5 homes.
La renda mediana per habitatge era de 28.750 $ i la renda mediana per família de 33.125 $. Els homes tenien una renda mediana de 26.667 $ mentre que les dones 22.500 $. La renda per capita de la població era d'11.652 $. Entorn del 23% de les famílies i el 27,4% de la població estaven per davall del llindar de pobresa.

## Poblacions més properes
El següent diagrama mostra les poblacions més properes.